# Сайпл (остров)
Сайпл (англ. Siple Island) — остров в Южном океане на границе морей Амундсена и Росса.
Остров расположен севернее Земли Мэри Бэрд, его координаты подпадают под действие Договора об Антарктике.
Сайпл практически полностью покрыт ледником и снегом, длина острова достигает 110 км, высшая точка — щитовидный вулкан Сайпл (3110 м). По абсолютной высоте это 15-й остров в мире.
Остров получил своё наименование в честь американского исследователя Антарктики географа Пола Сайпла.